# Euphaedra rezioides
Euphaedra rezioides är en fjärilsart som beskrevs av Holland 1920. Euphaedra rezioides ingår i släktet Euphaedra och familjen praktfjärilar. Inga underarter finns listade i Catalogue of Life.